# 弗兰茨·奥本海默
弗兰茨·奥本海默（英語：Franz Oppenheimer，1864年3月30日—1943年9月30日），生于柏林，死于加州洛杉矶，德国犹太社会学家，政治经济学家，出版的作品涉及主权国家的基本社会理念。

## 个人生平
在弗雷堡和柏林学习了医学后，奥本海姆在1886至1895年间在柏林行医。自1890年以后，他开始倾向于研究社会政治学和社会经济学问题。在结束医生生涯后，他成为了《上午世界》（Welt am Morgen）杂志的主编，在这里结识了弗雷德里克·瑙曼，当时瑙曼还在替不同的报社挨家挨户送报纸。
1909年，奥本海姆凭借一篇论述经济学家大卫·李嘉图的论文获得了基尔大学的博士学位。自1909年至1917年，奥本海姆在柏林先是做无薪讲师，然后做了两年挂名教授。在1914年他成了“解放俄国犹太人德国委员会”组织的联合创始人之一。1919年他接受了法兰克福的约翰-沃尔福冈-歌德大学的任命，担任大学的社会学和理论政治经济学系主任。这是德国大学出现的第一个社会学系。
一些犹太人根据奥本海默撰写的“农业合作计划”建立了一座莫沙夫。
1934到1935年间，奥本海姆在巴勒斯坦教书。在1936他被任命为美国社会学协会的荣誉会员。1938年，为了逃离纳粹的迫害，他辗转经由上海和东京，到了美国的洛杉矶。1941年《美国经济学和社会学杂志》创建，他是创始人之一。
奥本海默的儿子是希勒尔·奥本海默，曾是耶路撒冷希伯来大学的植物学教授，获得过以色列奖。

## 思想

### 国家的起源
不像洛克和其他人，奥本海默拒绝“社会契约”的概念，为国家起源中的“征服理论”做出了贡献。
“国家，从起源来说，在其最初阶段本质上纯粹是一个社会机构，在一个集团打败另一个集团后，由胜利者强行建立；国家唯一的目的就是征服者把统治强加在被征服者身上并保卫自身，防范来自内部的起义和来自外部的攻击。从目的论来讲，这种统治行为单纯就是为了从经济上掠夺被征服者。”
“根据现有的历史知识，没有一个原始国家通过其他方式产生[1]。不论何时出现的其他可信的创始版本，它们或是先前两个完全成熟的原始国家合并成一个整体；或是一个寓言故事的改编剧本，说的是羊群们拥立一头熊为他们的国王，为的是防范狼的入侵。不过就算在后一种情形下，国家的形式和内容也和那些没有任何侵扰的国家别无二致，马上就会转变成‘狼国’。”

### 经济手段VS政治手段
在人类获得生存所需的手段上，奥本海默也做了关键的区分：
“人类为了生存下去，为了满足自己的愿望，采取的是两种从根本上对立的必要手段。这两种手段就是工作和抢劫，凭自己的劳动获取所需或强行征用他人的劳动果实。抢劫！强行征用！这些词语传达给我们的是什么含义呢？由于我们是当代的成熟文明，尤其是建立在财产不可侵犯基础上的文明，所以它们让我们联想到犯罪和监狱。而且，就算我们相信对土地和海洋的掠夺是原始生活的关系，这种刺鼻的气味也不会散去。就像旧时勇士的贸易那样——在相当长的时间内以大规模抢劫的方式进行——构成了占领区最值得尊敬的举动。两者都是由于这个缘故，也是因为有所需的关系。而为了在进一步的研究过程中，能用简炼、清晰、尖锐、对立的术语描述这些至关重要的区别，我提议在以下讨论中，把用一个人自己的劳动和一个人用自己的劳动平等交换他人劳动的做法称为满足个人需要的 ‘经济手段’，而把单方面征用他人的劳动称为满足个人需要的‘政治手段’”（PP.24-25）
艾尔伯特·杰伊·诺克在其著作《国家是我们的敌人》里向美国读者引入了这些概念。他的市场和政治理念，尤其是关于经济手段和政治手段的思想，影响了后来的穆瑞·罗斯巴德。
奥本海默的市场社会主义思想与其他一些作家一致，他们是托马斯·霍奇斯基、本杰明·塔克、凯文·卡森。
路德维希·艾哈德和弗兰茨·奥本海默共同研究经济学，深受奥本海默“自由社会主义”经济理念影响，试图在社会主义和自由主义之间走出一条中间道路。艾尔伯特·杰伊·诺克虽然是一个自由意志主义者和小政府主义者，直言不讳的批评社会主义，但在国家本质的分析上受到了奥本海默的强烈影响。

## 著作
弗兰茨·奥本海默是一个高产的作家，著有大约40本书，撰写有400篇文章，内容涉及同时代的社会学、经济学，和政治学问题。他的代表作是《论国家》（Der Staat）。

### 著作
- 犹太复国主义最初的方案（1903） （页面存档备份，存于）
- 《论国家》 （页面存档备份，存于）.（1914/1922）； pdf （页面存档备份，存于）, OLL （页面存档备份，存于）
- 《国家的偶像崇拜》（1927） （页面存档备份，存于）
- 《历史和社会学》（1927） （页面存档备份，存于）
- 《德国社会学近来的趋势》（1932） （页面存档备份，存于）
- 《后现代剑桥经济学》（1943） （页面存档备份，存于）

### 其他
- Directory of Oppenheimer 相关链接 （页面存档备份，存于）
- 社会研究协会历史